# Rhaphiolepis integerrima
Rhaphiolepis integerrima là loài thực vật có hoa trong họ Hoa hồng. Loài này được Hook. & Arn. miêu tả khoa học đầu tiên năm 1838.